# Vsevolod Aksenov
Vsevolod Aksenov (Mosca, 19 aprile 1902 – Mosca, 29 marzo 1960) è stato un attore sovietico.

## Filmografia parziale

### Attore
- Torgovcy slavoj (Торговцы славой), regia di Leonid Leonidovič Obolenskij (1929)
- Suvorov (Суворов), regia di Vsevolod Illarionovič Pudovkin e Michail Doller (1941)
- La questione russa (Русский вопрос), regia di Michail Il'ič Romm (1947)
- Zagovor obrečёnnych (Заговор обречённых), regia di Michail Konstantinovič Kalatozov (1950)
- Žukovskij (Жуковский), regia di Vsevolod Illarionovič Pudovkin e Dmitrij Vasil'ev (1950)
- Vdali ot rodiny (Вдали от Родины), regia di Aleksej Šavčko (1960)

## Riconoscimenti
- Artista onorato della RSFSR (1947)
- Premio Stalin (1948)